# Істочник
Істо́чник (рос. Источник, башк. Источник) — присілок у складі Шаранського району Башкортостану, Росія. Входить до складу Дмитрієво-Полянської сільської ради.
Населення — 228 осіб (2010; 260 у 2002).
Національний склад:
- башкири — 52 %
- татари — 31 %